# Trachyusa nigrothoracica
Trachyusa nigrothoracica är en stekelart som beskrevs av Van Achterberg och O'connor 1990. Trachyusa nigrothoracica ingår i släktet Trachyusa och familjen bracksteklar. Inga underarter finns listade i Catalogue of Life.